# Montaña Toney
La montaña Toney es un volcán en escudo alargado en la Antártida. 
Mide 60 km de largo y su cumbre, el pico Richmond, alcanza 3595 m, el mismo se encuentra a 56 km al suroeste de la cordillera Kohler en la tierra de Marie Byrd. Una caldera de 3 km de diámetro corona el volcán  y una muestra tomada del mismo indicó un fechado mediante potasio-argón de 500,000 años de antigüedad. Es posible que hayan ocurrido erupciones durante el Holoceno en la montaña Toney, como parecen indicar las capas de ceniza volcánica que se observan en muestras de hielo de la base Byrd.
Es probable que la montaña Toney fuera una de las observadas a la distancia por el Almirante Byrdy otros de los vuelos del USAS desde el buque Bear en febrero de 1940. Fue incorporada en mapas en diciembre de 1957 por el grupo expedicionario que fue desde la base Byrd hasta la cordillera Sentinel, 1957–58, liderado por C.R. Bentley quien propuso el nombre. Fue nombrado en honor a George R. Toney, líder científico de la base Byrd en 1957, quien participó en varias operaciones en la Antártida y el Ártico, desempeñando tareas tanto en el campo como administrativas.

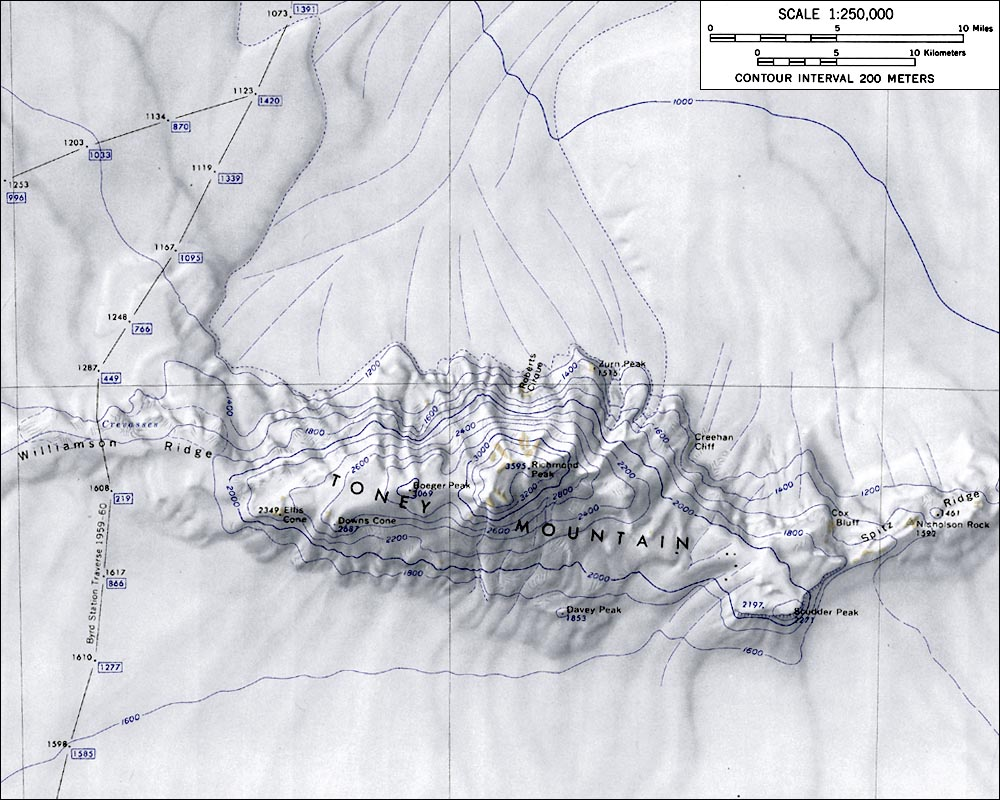
Mapa topográfico de la montaña Toney (escala 1:250,000).